# Філіпп Жамбер
Філіпп Жамбер (фр. Philippe Gimbert; 20 березня 1966, Фірміні) — колишній французький регбіст. Грав на позиції стовпа.

## Спортивна кар'єра
Перед тим, як у 1991 перейти до Бордо-Бегль Жиронда, Філіпп грав за Ліон, Клермон Феррад та Біарріц Олімпік. Він та його двай друзі Серж Сімон і Вінсент Москато носили прізвиська Rapetous (що означає Брати Гавс) через їх виголені голови.
Після закінчення кар'єри в Дакс (1996) він приєднався до Стад Франсе на позиції півзахисника. Разом вони здобули другий чемпіонат Франції в червні 1998.
Протягом сезону 2002—2003, він був тренером Бордо-Бегль Жиронда.
У 2016 році він знову став тренером Бассон д'Аркашон на Про Д2.
Його син, Жюль, є півзахисником команди Бордо-Бегль та грає в національній збірній U-19.

## Досягнення
Топ 14
- Чемпіон: 1991[1], 1998